# 林鼎鈞
林鼎鈞（LIN Ting-Chung、リンティンチュン、1989年8月13日 - ）は、台湾のソフトテニス選手。

## 来歴
台北体育学院。ポジションは基本後衛だが高い身体能力を生かしたオールラウンドプレーが身上。特にハードコートではほぼダブルフォワードで戦う。

## 四大国際大会戦績
- 2010アジア競技大会　国別対抗団体戦金メダル
- 2014アジア競技大会[1]　ダブルス銀メダル（林鼎鈞・李佳鴻）　国別対抗団体戦銅メダル